# التنابكة (حرض)

تعديل مصدري - تعديل

التنابكة هي إحدى قرى عزلة الفج بمديرية حرض التابعة لمحافظة حجة، بلغ تعداد سكانها 389 نسمة حسب تعداد اليمن لعام 2004.